# Gare du Chénay - Gagny
Gare du Chénay - Gagny vasútállomás Franciaországban, Gagny településen.

## Vasútvonalak
Az állomást az alábbi vasútvonalak érintik:
- Párizs-Strasbourg-vasútvonal

## Kapcsolódó állomások
A vasútállomáshoz az alábbi állomások vannak a legközelebb:
- Gare de Gagny (Nanterre – La Folie, RER E)
- Gare de Chelles - Gournay (Gare de Chelles - Gournay, RER E)